# António Vitorino
António Manuel de Carvalho Ferreira Vitorino, né le 12 janvier 1957 à Lisbonne, est un homme politique portugais membre du Parti socialiste (PS).

## Biographie

### Un très jeune élu
Il adhère en 1974 au Parti socialiste (PS), peu après la révolution des Œillets. Il n'y reste pas et fonde alors différents mouvements de gauche. Il participe en 1978 à la création de l'Union de la gauche pour la démocratie socialiste (UEDS).
Lors des élections législatives de 1980, il postule dans le district de Porto sur la liste du Front républicain et socialiste (FRS), une coalition réunissant notamment le PS et l'UEDS et se trouve élu député à l'Assemblée de la République à l'âge de 23 ans.
Il obtient en 1981 une licence en droit à l'université de Lisbonne. Il y enseigne à partir de l'année suivante.

### Ascension institutionnelle
Redevenu membre du PS, il est réélu député aux élections législatives anticipées de 1983. Il est alors nommé à 26 ans secrétaire d'État aux Affaires parlementaires dans le gouvernement de grande coalition de Mário Soares.
La chute de l'exécutif conduit à un nouveau scrutin parlementaire en 1985. Désormais élu dans le district de Braga, il prend la présidence de la commission parlementaire des Affaires constitutionnelles.
Il abandonne son mandat en 1986, lorsqu'il devient secrétaire adjoint du gouverneur de Macao. En parallèle, il obtient une maîtrise en droit et sciences politiques. Il retrouve cependant l'Assemblée de la République en 1987, représentant le district de Guarda.

### Ministre, puis commissaire européen
Lors du renouvellement du Tribunal constitutionnel de l'été 1989, il est élu à 32 ans juge constitutionnel, sur proposition du Parti socialiste.
Il remet sa démission le 10 mars 1994, pour postuler aux élections européennes en tête de la liste socialiste. Il accède ainsi au Parlement européen et prend la présidence de la commission des Libertés civiles.
Il y siège à peine un an : lors des élections législatives de 1995, il est réélu député, dans le district de Setúbal. Le 30 octobre suivant, António Vitorino est nommé à 38 ans ministre de la Présidence et ministre de la Défense nationale du XIIIe gouvernement constitutionnel, du Premier ministre António Guterres.
Accusé de fraude fiscale, il démissionne du cabinet le 25 novembre 1997 et se met en retrait de la vie politique. Il y revient le 13 septembre 1999, quand il devient commissaire européen à la Justice et aux Affaires intérieures (JAI) dans la commission Prodi.

### Derniers engagements
En juillet 2004, quelques semaines avant la fin de son mandat, il est pressenti pour prendre la succession d'Eduardo Ferro Rodrigues en tant que secrétaire général du Parti socialiste, mais il refuse de présenter sa candidature. Son nom est alors évoqué pour une éventuelle candidature à l'élection présidentielle de 2006, là encore sans aboutir.
Peu après avoir quitté la Commission européenne, il est nommé coordonnateur du programme électoral du PS pour les élections législatives anticipées de février 2005 par le secrétaire général du parti José Sócrates. Réélu à cette occasion député de Setúbal, il suspend son mandat en septembre 2006 et démissionne du Parlement le 20 juillet 2007.

### Après la politique
Avocat de profession, il a été vice-président de Portugal Telecom International, membre du conseil d'administration de Siemens Portugal, président de la fondation Res Publica — proche du PS — et commentateur politique sur RTP 1. Il préside Notre Europe-Institut Jacques Delors, le think tank européen fondé par Jacques Delors, entre 2010 à 2016.
En juin 2018, António Vitorino est élu directeur général de l'Organisation internationale pour les migrations (OIM), un poste occupé par les États-Unis depuis la création de l'institution en 1951.

### Vie privée
Il est marié et père de deux enfants.